# 13937 Roberthargraves
13937 Roberthargraves (1989 PU) là một tiểu hành tinh vành đai chính được phát hiện ngày 2 tháng 8 năm 1989 bởi Carolyn S. Shoemaker và E. M. Shoemaker ở Đài thiên văn Palomar.